# Tipula mandator
Tipula mandator är en tvåvingeart som beskrevs av Alexander 1945. Tipula mandator ingår i släktet Tipula och familjen storharkrankar.
Artens utbredningsområde är Costa Rica. Inga underarter finns listade i Catalogue of Life.